# Aurore Trayan
Aurore Trayan, née le 11 mai 1980 à Toulon, est une archère française.

## Carrière
Elle est quatrième de l'épreuve par équipes des Championnats du monde 2003.
Elle dispute les épreuves de tir à l'arc aux Jeux olympiques d'été de 2004 à Athènes ; 59e de l'épreuve individuelle féminine, elle termine 4e de l'épreuve féminine par équipes.
Elle est sacrée championne d'Europe en arc à poulies dames en 2008 à Vittel.